# Tang Qianhui
Dit is een Chinese naam; de familienaam is Tang.
Tang Qianhui (Chengdu, 10 september 2000) is een tennisspeelster uit China. Tang begon op zevenjarige leeftijd met het spelen van tennis. Haar favoriete ondergrond is hardcourt. Zij speelt rechtshandig en heeft een tweehandige backhand. Zij was actief in het internationale tennis van 2015 tot 2020 en vervolgens weer sinds 2023.

## Loopbaan
In juli 2016 won Tang haar eerste ITF-enkelspelwedstrijd in Yuxi, tegen Lee Ya-hsuan.
In 2017 en 2018 won Tang samen met Jiang Xinyu het WTA-toernooi van Nanchang. Samen kregen zij een wildcard voor het vrouwendubbelspeltoernooi van het Australian Open 2018 – zij speelden daar hun eerste grandslamwedstrijd, maar verloren in de eerste ronde.
In januari 2020 speelde zij voorlopig haar laatste toernooi, op het WTA-toernooi van Shenzhen, nog samen met Jiang. Pas in februari 2023 verscheen zij opnieuw op het toneel, in eerste instantie uitsluitend op ITF-toernooien, aanvankelijk nog met Jiang Xinyu. Sinds september neemt zij in het dubbelspel weer deel aan WTA-toernooien, met verschillende partners. In oktober 2023 won zij de dubbelspeltitel op het WTA-toernooi van Hongkong, samen met de Taiwanese Tsao Chia-yi.
In juni 2024 haakte Tang nipt aan bij de mondiale top 100 van het dubbelspel.
Tot op heden(juni 2025) won zij zeventien ITF-titels in het dubbelspel, waarvan tien met Jiang Xinyu.

## Posities op deWTA-ranglijst
Positie per einde seizoen:
| jaar | rang enkelspel | rang dubbelspel |
| ---- | -------------- | --------------- |
| 2015 | –              | 997             |
| 2016 | 974            | 487             |
| 2017 | 689            | 171             |
| 2018 | 794            | 126             |
| 2019 | 742            | 128             |
| 2020 | 757            | 125             |
| 2021 | 1017           | 272             |
|      |                |                 |
| 2023 | 1240           | 160             |
| 2024 | 741            | 81              |

## Palmares
| Legenda                 |
| ----------------------- |
| Grandslamtoernooi       |
| Olympische Spelen       |
| Year-End Championships  |
| Premier Mandatory       |
| Premier Five / WTA 1000 |
| Premier / WTA 500       |
| International / WTA 250 |
| Challenger / WTA 125    |

### WTA-finaleplaatsen enkelspel
geen

### WTA-finaleplaatsen vrouwendubbelspel
| nr.              | finale     | toernooi     | ondergrond | partner            | tegenstandsters                            | score            |         |
| ---------------- | ---------- | ------------ | ---------- | ------------------ | ------------------------------------------ | ---------------- | ------- |
| gewonnen finales |            |              |            |                    |                                            |                  |         |
| 1.               | 2017-07-30 | WTA Nanchang | hardcourt  | Jiang Xinyu        | Alla Koedrjavtseva Arina Rodionova         | 6-3, 6-2         | details |
| 2.               | 2018-07-29 | WTA Nanchang | hardcourt  | Jiang Xinyu        | Lu Jingjing You Xiaodi                     | 6-4, 6-4         | details |
|                  |            |              |            |                    |                                            |                  |         |
| 3.               | 2023-10-15 | WTA Hongkong | hardcourt  | Tsao Chia-yi       | Oksana Kalasjnikova Aljaksandra Sasnovitsj | 7-5, 1-6, [11-9] | details |
| verloren finales |            |              |            |                    |                                            |                  |         |
| 1.               | 2025-05-17 | WTA Parma    | gravel     | Sabrina Santamaria | Jesika Malečková Miriam Škoch              | 2-6, 0-6         | details |

## Resultaten grandslamtoernooien
| Legenda | Legenda                          |
| ------- | -------------------------------- |
| g.t.    | geen toernooi gehouden           |
| l.c.    | lagere categorie                 |
| –       | niet deelgenomen                 |
| G       | uitgeschakeld in de groepsfase   |
| 1R      | uitgeschakeld in de eerste ronde |
| 2R      | uitgeschakeld in de tweede ronde |
| 3R      | uitgeschakeld in de derde ronde  |
| 4R      | uitgeschakeld in de vierde ronde |
| KF      | uitgeschakeld in de kwartfinale  |
| HF      | uitgeschakeld in de halve finale |
| F       | de finale verloren               |
| W       | het toernooi gewonnen            |
| w-v     | winst/verlies-balans             |

### Enkelspel
geen

### Vrouwendubbelspel
| toernooi        | 2018 |    | 2025 |
| --------------- | ---- | -- | ---- |
| Australian Open | 1R   | 1R |      |
| Roland Garros   | –    | 2R |      |
| Wimbledon       | –    |    |      |
| US Open         | –    |    |      |